# Zbigniew Rajchel (anatom)
Zbigniew Andrzej Rajchel – polski anatom.
Pełnił stanowisko kierownika Katedry i Zakładu Anatomii Prawidłowej Człowieka na Wydziale Lekarskim Uniwersytetu Medycznego im. Piastów Śląskich we Wrocławiu, później mianowany emerytowany profesorem tej jednostki. Był także pracownikiem naukowym Zakładu Antropologii na Wydziale Nauk Przyrodniczych Uniwersytetu Wrocławskiego.
Współtworzył Wrocławską Szkołę Rekonstrukcji przy Katedrze Antropologii Uniwersytetu Wrocławskiego; w ramach jej prac dokonano rekonstrukcji czaszki Janiny Lewandowskiej, jedynej kobiety straconej w ramach zbrodni katyńskiej w Katyniu w 1940.
Był współautorem publikacji pt. Anatomia człowieka. Skrypt dla studentów medycyny. Część bierna układu ruchu. Z. 1.
6 sierpnia 2001 został odznaczony Krzyżem Kawalerskim Orderu Odrodzenia Polski za wybitne zasługi w pracy naukowej i dydaktycznej.